# Jan Linsen
Jan Linsen (1602 Hoorn – 26. května 1635 Hoorn) byl nizozemský malíř mytologických a historických témat.

## Život
Jan Linsen cestoval po Francii a Itálii na své Grand Tour a v Římě se stal členem malířského kruhu známého jako Bentvueghels s přezdívkou Hermafrodit. Když cestoval lodí do Itálie byl zajat maurskými piráty. Byl vykoupen za 20 kusů stříbra, které zaplatila jeho společnost. Později maloval scénu tohoto zajetí, obraz visel v Hoornu, ještě když Arnold Houbraken psal svou historii malířství. Zemřel mladý kvůli neshodě v baru, kde byl jedním mužem ubodán k smrti. Před svou smrtí prý prohlásil, že toho muže miloval a že mu odpouští.